# Marie Equi
Marie Diana Equi, née le 7 avril 1872 à New Bedford (Massachusetts) et morte le 13 juillet 1952 à Portland (Oregon), est un médecin, militante anarchiste et syndicaliste libertaire américaine d'origine italienne par son père et irlandaise par sa mère.
Lesbienne et féministe pro-avortement, elle est active dans le mouvement anti-guerre aux États-Unis lors de la Première Guerre mondiale.

## Biographie

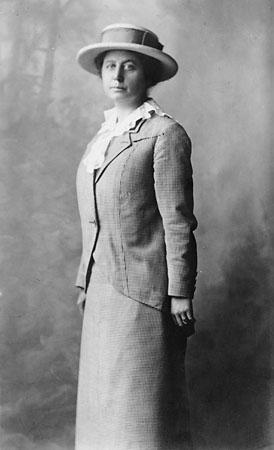

En 1893, elle emménage à The Dalles (Oregon) avec son amie Bess Holcomb, qui s'est vue offrir du travail en qualité d'enseignante. Les deux femmes vivent ensemble dans ce qu'on appelait alors un mariage de Boston (Boston marriage). Le 21 juillet 1893, Marie Equi fait l'objet d'un article paru dans un journal local, le The Dalles Times-Mountaineer : selon son auteur, Marie Equi, dénommée « Miss Aqua » menaçait de cravacher publiquement l'employeur de Bess Holcombe, le Révérend Orson D. Taylor, qui refusait de lui payer la somme promise de 100 $[évasif]. Marie Equi passe effectivement à l'acte, mais Bess Holcomb ne reçoit pas son argent pour autant. Cependant, l'opinion publique approuve l'acte de Marie Equi et la cravache est mise aux enchères. Le produit de la vente, qui excède considérablement les 100 $ litigieux, est remis aux deux femmes.
Quelques années plus tard, le couple part à San Francisco, où Marie Equi commence des études de médecine. Elle passe son diplôme en 1903, à l'université de l'Oregon, à Portland, l'une des premières à permettre aux femmes l'accès à ces études. En 1906, San Francisco est secouée par un terrible tremblement de terre. Marie Equi organise alors une équipe de médecins et d'infirmières pour prodiguer des soins d'urgence, ce qui lui vaut les remerciements officiels de l'armée américaine. Peu de temps après, elle fait la connaissance d'Harriet Speckart, qui devient son assistante. Les deux femmes se lient et vivent rapidement ensemble à Portland. Harriet Speckart est la nièce de Leo Schmidt, fondateur de la société de brasserie Olympia (Olympia Brewing Company). Elle subit des pressions très fortes de sa famille pour cesser ses relations avec Marie Equi, y compris des menaces d'être déshéritée, mais elle demeure fidèle à son amie.  
Marie Equi est l'un des quelques médecins de Portland à accepter de pratiquer l'avortement et cela, sans considération de classe ou de statut social. Elle participe activement au mouvement qui vise à promouvoir l'information la plus large au sujet du contrôle des naissances. Elle rencontre Margaret Sanger et eut peut-être une relation avec elle, selon l'archiviste Judith Schwartz qui qualifie de lettres d'amour la correspondance échangée entre les deux femmes,. Marie Equi lutte également activement pour l'élargissement du droit de vote aux femmes et participe au mouvement des suffragettes de l'Oregon qui conduit cet État à accepter cette revendication en 1912.
En 1913, elle est présente sur le site d'une grève organisée par des trieuses de cerises de l'Oregon Packing Company (société d'emballage de l'Oregon) et soutenue notamment par l'Industrial Workers of the World (IWW : travailleurs de l'industrie du monde). Alors qu'elle porte assistance à une gréviste blessée, elle est attaquée par des représentants des forces de l'ordre qui tentaient de mettre un terme au mouvement manu militari. Le spectacle de ces brutalités à l'encontre de salariés grévistes entraîne une prise de conscience politique chez Marie Equi. Elle rejette le capitalisme et devient anarchiste et soutient activement l'IWW. Cependant, elle ne peut adhérer à ce syndicat en raison de son statut professionnel libéral.
En 1915, Marie Equi et sa compagne, Harriet Speckart qui souhaitait avoir un enfant, adoptent une petite fille, Mary. Celle-ci qui deviendra plus tard, à l'âge de 16 ans, la femme la plus jeune du Nord-Ouest Pacifique à piloter un avion en solo, appelle Harriet Speckart maman et Marie Equi, papa.
En 1916, Marie Equi rejoint l'American Union Against Militarism (l'Union américaine contre le militarisme). Pendant une manifestation contre la guerre au centre de Portland, elle déploie une  bannière sur laquelle il est écrit « Préparez-vous à mourir, travailleurs, J.P. Morgan & Cie le veulent pour s'enrichir » qui provoque un début d'émeute et conduit à son arrestation. Le 31 décembre 1918, elle est condamnée pour sédition en application de la nouvelle loi sur l'espionnage, pour un discours contre la Première Guerre mondiale prononcé dans les locaux de l'IWW. Ses avocats tentèrent vainement de la faire revenir sur ses positions et sa fille racontera  plus tard comment elle et Harriet Speckart se firent cracher dessus dans la rue. Pour cette raison, cette dernière déménage avec Mary à Seaside, dans l'Oregon. Jamais plus Marie Equi et Harriet Specart ne vécurent à nouveau ensemble. En octobre 1920, Marie Equi est incarcérée à la prison d'État de San Quentin pour effectuer une peine de trois ans, qui fut réduite plus tard à un an et demi de détention. En prison, elle écrit à ses amis et dans l'une de ses letres, elle s'interroge et émet des doutes au sujet de son homosexualité. 
Quelque temps après sa libération, elle se lie avec Elizabeth Gurley Flynn et les deux femmes vivent ensemble pendant 10 ans. Le 15 mai 1927, Harriet Speckart meurt d'une tumeur au cerveau.  Mary revient alors vivre à Portland avec Marie Equi. Cette dernière meurt le 13 juillet 1952 à l'hôpital Fairlawn de Portland.